# Dallas Braden
Dallas Lee Braden, ameriški bejzbolist, * 13. avgust 1983, Phoenix, Arizona, ZDA.
Parker je bivši poklicni metalec in do leta 2011 član ekipe Oakland Athletics. 9. maja 2010 je Braden zaključil 19. brezhibno tekmo v zgodovini lige MLB.

## Zgodnja leta
Braden je v Majhni ligi igral v mestu Stockton, zvezna država Kalifornija, kjer je pozneje tudi preživel nekaj časa kot poklicni metalec. Vrgel je tradicionalni prvi met pred Svetovno serijo Majhne lige leta 2006.
Braden je končal srednješolsko šolanje na srednji šoli Stagg High School v Stocktonu, kjer je igral bejzbol in tekel kros. Njegova mati, Jodie Atwood, je zaradi raka dojke umrla, ko je bil v 4. letniku. Po njeni smrti je živel z babico.
Pred igranjem na univerzi Texas Tech University je Braden zbral 12 zmag in 4 poraze na kolidžu American River College. Na tekmi proti ekipi Fresno City College je zaključil celotno tekmo, pri kateri je dovolil le 1 udarec v polje in z udarci izločil 14 odbijalcev. 

## Poklicna kariera

### Nižje podružnice
Sezono 2004 je začel na stopnji Single-a v Vancouvru. V osmih nastopih kot član razbremenilnega kadra je zbral 2 zmagi in bil premeščen v Kane County, kjer je postal izključno začetni metalec. V 5 nastopih z ekipo je zbral 2 zmagi in poraz.
Leto 2005 je razdelil med Stocktonom na stopnji Single-A in Midlandom na stopnji Double-A. V Stocktonu je zbral 6 zmag, v Midlandu pa 9 zmag in 5 porazov. Njegov izkupiček 15 zmag je bil največji med soigralci v nižjih podružnicah kluba in mu prinesel naziv Metalec leta kluba iz Oaklanda.  Po koncu sezone 2005-06 je odšel na operativni poseg rame. 
Leto 2006 je začel med okrevanjem, kot član ekipe na nižji stopnji Arizona League Athletics. Na šestih tekmah je zbral 2 zmagi in se vrnil v Stockton, kjer je prav tako zbral dve zmagi, a dovoljeval kar 6,23 teka. Nato je bil povišan v Midland, kjer je v eni tekmi v 3,1 menjave dovolil 6 tekov. Njegova končna statistika za leto 2006 je bila 4 zmage, dovoljenega 4,10 teka, 55 izločitev z udarci in 8 prostih prehodov na bazo v 37,1 menjave. 

### Liga MLB
Leto 2007 je Braden začel na stopnji Double-A v Midlandu, po le eni tekmi pa bil povišan na Triple-A v Sacramento. Ko se je 23. aprila poškodoval  Rich Harden, je bil Braden kot njegov nadomestnik vpoklican v ligo MLB. Naslednjega dne je na svoji prvi tekmi kot začetni metalec Braden skupaj s svojo ekipo premagal moštvo Baltimore Orioles.
V njegovi prvi tekmi sezone 2010 je Braden z udarci izločil 14 odbijalcev, rekord njegove kariere v ligi MLB, in v 7 menjavah dovolil 1 tek in 4 udarce v polje. Sam odločitve o zmagi ni prejel, a je ekipa nato po deetih menjavah odšla z igrišča zmagovita.
22. aprila 2010 se je na tekmi proti ekipi New York Yankees soočil z igralcem tretje baze ekipe, Alexem Rodriguezem, in ga obtožil, da je po slabi odbiti žogi tekel čez metalčev grič. Rodriguez se za to ni opravičil in se pri tem obregnil ob Bradenovo kratko poklicno pot in sloves poraženca.
13. decembra 2011 je s klubom sklenil enoletno pogodbo, ki mu bo nanesla med 3,35 in 3,75 milijona ameriških dolarjev.
Leta 2014 je najavil uradno upokojitev zaradi dolgotrajne poškodbe ramena.

### Brezhibna tekma
9. maja 2010 je Bradenu uspel podvig poklicne poti: 19. brezhibna tekma v zgodovini lige. Na nasprotni strani njegovih metov so stali odbijalci ekipe Tampa Bay Rays. Na celotni tekmi je vrgel 109 metov, od katerih je 77 bilo za udarce. Ker je njegova mati umrla zaradi raka dojke, je dosežek za Bradena, ki se je zgodil na ameriški Materinski dan, imel še toliko večji pomen. 
Moštvo iz Oaklanda je njegov dosežek proslavilo tako, da je ob upokojeni številki Rickeya Hendersona na zidu ob zunanjem polju postavila namensko grafiko. Mestna občina Oakland je 21. maj razglasila za "Dan Dallasa Bradena". Dan zatem je na tekmi lokalne nižje podružnice prejel simbolični ključ mesta Stockton. 

## Dobrodelno udejstvovanje
Braden pomaga Zvezi dobrodelnih društev v Stocktonu pri razdajanju hrane in denarja. Na Zahvalni dan se osebno udeležuje razdajanja revnim in pomoči potrebnim. University of the Pacific v mestu mu je podarila svojo vsakoletno nagrado za delo v družbi. 

## Knjižni viri
- 2006 Oakland Athletics Media Guide. Pg. 376. V lasti Oakland Athletics Public Relations Department.